# Ulrich-Geser-Altar
Der Ulrich-Geser-Altar ist ein tragbarer Altar in der Ausführung als  Flügelaltar im Stil der Epoche der späten Gotik, der sich heute im Vorarlberg Museum in Bregenz befindet. Der Altar ist nach dem Maler Ulrich Geser aus Bregenz benannt, der das Altarbild 1499 signierte.

## Geschichte
Über die Herstellung und den frühen Verbleib bzw. die Verwendung dieses Tragaltars ist nichts Gesichertes bekannt.
1685 erteilte der Bischof von Chur, Ulrich de Mont, dem Johannes Zimmermann die Bewilligung, im Bad Vorderlaterns eine Kapelle einzurichten, in der während der Badesaison an einem tragbaren Hausaltar (altare portatile) die Messe gelesen werden durfte. Auflage für Johannes Zimmermann und seine Nachfolger war dabei, dass Altar, Kelch und Paramente immer ordentlich behandelt werden. 1707 wurde dem Badmeister Florinus Matt, 1737 dem Christian Kock und 1804 dem Josef Weiß diese Bewilligung erneuert. Der Ulrich-Geser-Altar wurde für diesen Zweck in Bad Vorderlaterns eingesetzt. Wann er nach Bad Vorderlaterns gekommen ist, ist nicht bekannt. Der Altar befindet sich seit 1933 im Vorarlberger Landesmuseum.

## Material, Maße und Aufbewahrung
Der gotische Altar ist aus Holz, hat eine Länge von 71 cm und ist 45,5 cm hoch. Er hat zwei herausklappbare Flügel mit den Maßen 39 × 40 cm. Auf dem Altar sind im Korpus (Schrein) vier ausdrucksstarke Kleinplastiken zu sehen, die die Hll. Lienhart (Leonhard), Martin, Georg und Sebastian darstellen. Die figürliche Darstellung des Hl. Lienhard ist 25 cm hoch, die des Hl. Martin 27,5 cm, des Hl. Georg (Jerck) 26,2 cm und des Hl. Sebastian 27,5 cm.
Unterhalb der Figuren sind diese in Kleinbuchstaben in Fraktur jeweils als Sankt Lienhart, Sankt Martin, Sankt Jerck, Sankt Sebastian bezeichnet und es findet sich der Hinweis auf den Maler: Ulrich Geser – Maler zu Bregenz 1499. Ob Ulrich Geser den Altar selbst hergestellt oder nur bemalt hat, ist nicht gesichert.
Auf den Altarflügeln sind die „Walserheiligen“: Hll Nikolaus (links) und Theodul (rechts) aufgemalt und mit Unterschrift (in Fraktur) versehen.
Der Altar wurde 1932 vom Kölner Kunstverein durch das Vorarlberger Landesmuseum angekauft, steht heute im Eigentum des Vorarlberg Museums und wird in dessen Archiv aufbewahrt.
Ulrich Geser hat auch die Fresken in der zweijochigen, kreuzgratgewölbten Michaels-Kapelle mit dreieckförmiger Apsis in der Pfarrkirche Bregenz-St. Gallus um 1480 bis 1490 sowie den Flügelaltar der Rochuskapelle Rainberg (Übersaxen) geschaffen.